# Tiro (balistica)

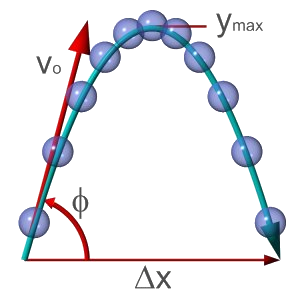
Schema di tiro parabolico

Il tiro è il lancio di proiettili balistici. Il termine è utilizzato anche per lo sport (ad es. calcio o pallacanestro) per designare il lancio del pallone verso il bersaglio (porta o canestro, in questo caso) che permette, se andato a buon fine, di segnare il punto.
In un tiro ideale, la traiettoria descritta dal proiettile è sempre un arco di parabola, ed è completamente determinata dalla velocità iniziale del proiettile e dall'angolo di lancio verticale. Sempre idealmente, a parità di velocità iniziale la massima gittata (distanza orizzontale del punto di arrivo) si ottiene con un angolo verticale di 45°. In pratica però è necessario tenere conto anche dell'attrito dell'aria e della forza di Coriolis, per cui la traiettoria reale di un proiettile non è mai esattamente quella ideale.

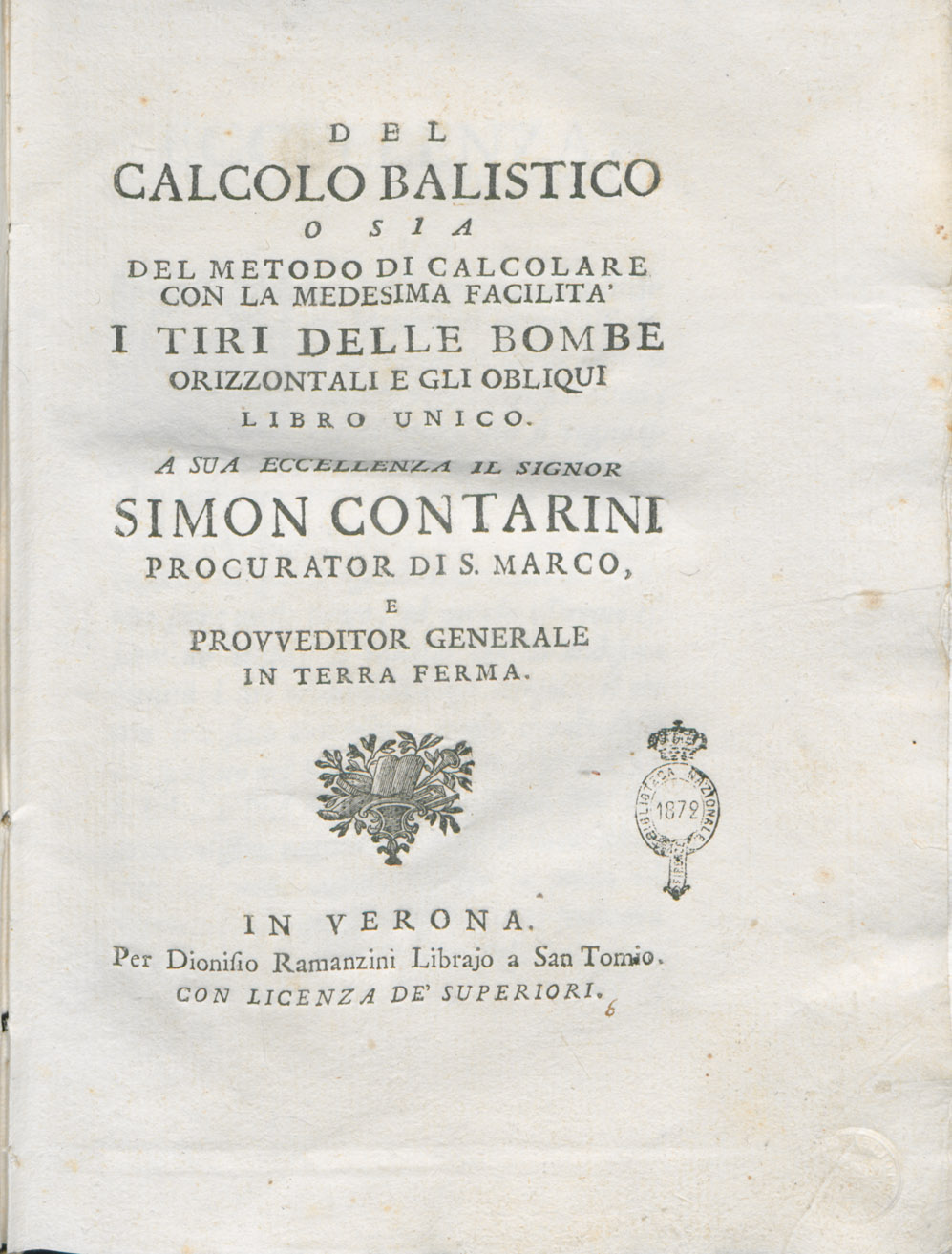
Gaetano Marzagaglia, Del calcolo balistico, 1748

## Tiro terrestre

### Tiro diretto
Il tiro diretto prevede che la linea di tiro sia sgombra, quindi si deve stabilire una linea di mira (ottica) diretta fra bocca da fuoco e bersaglio e può essere effettuato unicamente da bocche da fuoco a tiro teso (cannoni o Obici). Per questo motivo queste bocche da fuoco sono fornite di mirini ottici, con cui inquadrare il bersaglio e direzionare la canna del pezzo in funzione dell'eventuale velocità relativa fra pezzo e bersaglio.

### Tiro indiretto
Viene usato tipicamente contro obiettivi non visibili e/o lontani. Permette, anche, all'unità di fuoco di essere coperta rispetto agli osservatori nemici. Solo gli addetti all'osservazione del tiro sono esposti, dovendo avere una linea di mira sgombra sull'obiettivo ed essere sufficientemente vicini al medesimo. Il proietto viene sparato con curvatura parabolica e il bersaglio viene colpito alla fine della parabola discendente percorsa dal proiettile stesso.
Il tiro indiretto si compone di due fasi, una di aggiustamento o di accertamento mediante le quali si porta il colpo sull'obiettivo mediante correzioni successive ed una successiva di efficacia mediante la quale sparando un ben preciso numero di colpi si ottiene l'effetto voluto sull'obiettivo.
L'aggiustamento è un metodo che applica la statistica e viene effettuato allorquando non sono disponibili i dati che compensano la situazione meteo-balistica dell'ambiente dove si conduce il tiro o allorquando il grado di determinazione delle coordinate dell'obiettivo è basso. Prevede più correzioni apportate al tiro di un solo pezzo fino a che il colpo non viene portato sull'obiettivo per poi passare alla fase di efficacia.
È un procedimento sperimentale, nel quale il personale che opera al Posto Comando dell'unità di tiro, mediante calcoli matematici ovvero l'impiego di appositi computer, partendo dalle coordinate dell'obiettivo inviate dal Nucleo SAOV (Sorveglianza ed Acquisizione Obiettivi Visuale), determina i dati per eseguire il tiro. L'effetto di questo tiro viene osservato dal Nucleo SAOV, che ne comunica l'esito al Posto Comando per apportare gli aggiustamenti del caso.
Le modalità di effettuazione sono sensibilmente più lunghe di quelle utilizzate nel tiro diretto e si suddividono nelle seguenti fasi:
1. L'osservatore del tiro (o ufficiale osservatore) o il Nucleo SAOV, si apposta nelle vicinanze dell'obiettivo da battere e comunica via radio all'unità di artiglieria le coordinate polari o UTM dell'obiettivo.
2. Il Posto Comando dell'unità di fuoco di artiglieria calcola l'angolo di tiro e l'angolo di direzione usando le tavole di tiro del pezzo e la tavoletta per il tiro e tenendo conto di diversi fattori meteo-balistici (oggigiorno tutti questi dati vengono calcolati con l'ausilio di computer).
3. Il Posto Comando fa impostare un solo pezzo, il pezzo base, con i dati di tiro e fa effettuare un tiro, il primo dei cosiddetti tiri di aggiustamento.
4. L'osservatore del tiro trasmette le correzioni metriche rispetto a due piani individuati dalla sua posizione: il piano di osservazione (correzioni a destra o sinistra) e il fronte di osservazione (correzioni in allungate o accorciate) del colpo di aggiustamento rispetto all'obiettivo.
5. Il Posto Comando introduce la correzione opportuna agli angoli di tiro e di direzione e ripete tutta la procedura a partire dal punto 3.
6. Quando due tiri di aggiustamento consecutivi fanno forcella, cioè finiscono a cavallo dell'obiettivo, uno più corto ed uno più lungo, allora si procede con successivi dimezzamenti dell'ampiezza metrica della forcella fino a che, arrivati alla correzione minima di 50 metri, tutta l'unità di fuoco di artiglieria, con i dati di tiro così calcolati, inizia il tiro di efficacia per ottenere sull'obiettivo gli effetti voluti con il numero di colpi necessari.

L'accertamento invece è il metodo che si utilizza allorquando sono disponibili i dati per compensare la situazione meteo-balistica e le coordinate dell'obiettivo sono precise e si compone di un tiro effettuato con tutti i pezzi disponibili, una sola correzione ed il passaggio immediato alla fase di efficacia.

### Variabili balistiche
- Temperatura delle cariche di lancio;
- Temperatura della canna;
- Differenza di peso del proietto da quello tabellare.
- Lo scostamento dovuto alla rigatura della canna
- Rotazione della Terra (Δr)

### Variabili meteorologiche
- Direzione ed intensità del vento;
- Pressione atmosferica;
- Temperatura atmosferica;
- Densità dell'aria;
- Umidità dell'aria.

Tramite calcoli matematici si arriva alla compensazione di tali elementi. Oggigiorno il calcolo viene effettuato dai computer, prima degli anni '80 invece, i calcoli erano effettuati manualmente dall'ufficiale al tiro con l'ausilio delle tavole di tiro.
Questo tiro viene effettuato da obici, da mortai ed occasionalmente, anche da cannoni, quando usano la loro elevata velocità iniziale per tirare a lunga distanza.

### Fiancheggiamento
Detto anche tiro fiancheggiante, trattasi di un tiro effettuato lungo il filo esterno delle mura di una fortificazione o di un'opera fortificata in maniera da colpire di fianco chiunque avesse tentato di assalire l'infrastruttura, con risultati ovviamente più efficaci del tiro frontale. La sua comparsa segnò un'importante evoluzione nei sistemi difensivi, consentendo di difendere lunghi tratti di cortina con relativamente pochi difensori.

### Tiro di razzi
I razzi hanno avuto una scarsa fortuna bellica fino al XIX secolo a causa della loro scarsa precisione, assolutamente non paragonabile con quella di una bocca da fuoco. Per questo l'impiego bellico di razzi (praticamente utilizzati in quantità significative solo a partire dalla seconda guerra mondiale) viene effettuato sempre a massa, cioè saturando una zona con il lancio contemporaneo tra più unità di tiro e intervallato di pochi secondi dalla singola postazione, di un gran numero di ordigni.

### Tiro di missili
I missili possono essere lanciati:
- In modalità balistica, cioè dando loro una certa velocità iniziale, data dalla carica di lancio, e utilizzando poi il motore a bordo fino all'esaurimento del carburante per prolungarne il tiro utile.
- Mantenendo in funzione il motore fino all'arrivo sul bersaglio. In questo modo, pur consumando una maggiore quantità di combustibile, si permette al missile di viaggiare a quote molto basse, quindi con meno probabilità di essere intercettato dai radar nemici nel caso di missili a lungo raggio (missili da crociera).

Le funzioni di controllo e variazione della traiettoria sono lasciate ad appendici aerodinamiche ed eventualmente a motori ausiliari atti a conservare o variare la traiettoria predisposta.

## Tiro aeronautico
Nei combattimenti tra aerei militari, in particolare quelli che sono avvenuti dall'inizio del XX secolo, passando attraverso la prima guerra mondiale e la seconda guerra mondiale sino alla Guerra del Vietnam, si usa il termine di "tiro in deflessione". Questa tattica di fuoco, molto diffusa nell'epoca sopracitata, veniva usata sia in attacco, durante i dogfight, sia in difesa, dai mitraglieri di bordo degli aerei militari. Per "tiro in deflessione" si intende che l'aereo nemico è in movimento evasivo rispetto alla mira delle armi; ovvero non è possibile puntare con precisione il bersaglio nel centro del mirino: il fuoco delle armi viene indirizzato in un punto immaginario nel cielo, che si presuppone sarà attraversato dall'aereo nemico nel successivo istante, considerando la sua traiettoria di volo e la traiettoria dei proiettili. Il tiro in deflessione comporta ovviamente uno spreco di munizioni, pertanto richiede un ottimo intuito e riflessi molto pronti, da parte del pilota o mitragliere che lo effettua. Per aiutare il puntamento nel tiro in deflessione, già dai primi anni della Seconda Guerra Mondiale tutte le Aviazioni Militari del mondo iniziarono a sviluppare mirini giroscopici.